# 彼女が成仏できない理由
『彼女が成仏できない理由』（かのじょがじょうぶつできないりゆう）は、NHK名古屋放送局制作によりNHK総合の「よるドラ」枠にて2020年9月12日より10月17日まで放送された日本のテレビドラマ。全6回。略称は「カノブツ」。
ミャンマーから日本に漫画留学した青年と古いアパートの部屋に住み着く色白で黒髪の幽霊との共同生活を描いた切ないラブコメディ。桑原亮子作。森崎ウィンと高城れに（ももいろクローバーZ）のダブル主演で、ともに本作がNHKドラマ初主演となる。

## あらすじ
幼少より日本の漫画を愛読し『炎剣のセツナ』の作者・タカナシレイに憧れて漫画家になることを夢見るミャンマーの青年・エーミンは、「第15回世界マンガオーディション」にて奨励賞を受賞し「名古屋メディアアート専門学校」の漫画コースに特待生として留学する。限られた資金で部屋探しをする中で即決した激安物件に住み始めるが、その部屋「南貝荘」201号室には色白で黒髪の幽霊が住み着いていた。授業料を引ったくられて金が無いエーミンは、幽霊を追い出したら家賃1年分を無料にするとの大家の申し出に幽霊との共同生活を開始する。
アルバイト先のコンビニ「エビフル」の店長で僧侶の藤島貫道から幽霊は心残りを無くせば成仏すると聞いたエーミンは、幽霊が成仏できない理由を探るため幽霊にやりたいことを尋ね、部屋の外へ出るためエーミンの体を借りたいという幽霊に体を貸すことを決意。体を借りエーミンとして1日を過ごした幽霊は、専門学校で描いた漫画の作風が酷似していたのをきっかけに自身の正体が漫画家の小鳥遊玲だと悟り、さらに自身のゴーストライターの存在を疑い始める。

## 登場人物

### 主要人物
エーミン
演 - 森崎ウィン
ミャンマーからの留学生の青年。漫画家志望。日本の漫画を敬愛し、推しの作品は小鳥遊玲の『氷の武将』。
小鳥遊 玲（たかなし れい）
演 - 高城れに（ももいろクローバーZ）
エーミンが入居した物件に住み着いていた幽霊。自分が誰で、なぜ幽霊になったのか分からない。
漫画家。生前は漫画『氷の武将』の作者。
山田千春
演 - 村上穂乃佳
漫画家。漫画『氷の武将』のゴースト作者。
草野竜二
演 - 中島広稀
コンビニ「エビフル」の常連客。
川本絵里奈
演 - 白鳥玉季
「南貝荘」のエーミンの隣室の住人。
藤島貫道
演 - 高橋努
コンビニ「エビフル」の店長。僧侶。
本間剛造
演 - ブラザートム
「名古屋メディアアート専門学校」漫画コースの講師。
佐古勇蔵
演 - 古舘寛治
謎の男。

### その他の人物
川本聡美
演 - 高見こころ
「南貝荘」の住人。絵里奈の母。
フランシスコ
演 - ROY
「南貝荘」の住人。
ドゥアン
演 - ナリン
コンビニ「エビフル」のアルバイト。
チャン
演 - 陳明達
「名古屋メディアアート専門学校」漫画コースの学生。
伊丹由恵
演 - 小島範子
「南貝荘」の大家。
鎖奈
声 - 三石琴乃
エーミンが憧れる漫画『氷の武将』の主人公。
三英傑のクローン作成のため戦国時代にタイムスリップしてきた女性科学者。
エーミンの祖母
演 - 高田ミミ

## スタッフ
- 作 - 桑原亮子
- 音楽 - トクマルシューゴ、王舟
- タイトル制作 - 岩谷芳幸
- 漫画監修 - 石川俊樹[5]
- 漫画作成 - 植山紘、大西皓貴[5]
- 制作統括 - 三鬼一希
- プロデューサー - 増田靜雄
- 演出 - 堀内裕介、新田真三
- 制作・著作 - NHK名古屋放送局

## 放送日程
| 放送回 | 放送日   | ラテ欄                         | 演出     |
| ------ | -------- | ------------------------------ | -------- |
| 第1回  | 09月12日 | 留学生と幽霊がひとつ屋根の下に | 堀内裕介 |
| 第2回  | 09月19日 | ゴーストのゴースト?            | 堀内裕介 |
| 第3回  | 09月26日 | ゴーストライターの真相は?      | 新田真三 |
| 第4回  | 10月03日 | ついにゴースト対決! その真相は | 新田真三 |
| 第5回  | 10月10日 | 初デート?                      | 新田真三 |
| 最終回 | 10月17日 | 未来へ                         | 堀内裕介 |